# جان هریسون (کارگردان)
جان هریسون (انگلیسی: John Harrison؛ زادهٔ ۱ ژانویه ۱۹۴۸) فیلم‌نامه‌نویس، تهیه‌کننده فیلم و آهنگساز اهل ایالات متحده آمریکا است. از فیلم‌های او می‌توان به تلماسه فرانک هربرت و فرزندان تلماسه فرانک هربرت اشاره کرد.